# Мухаммед ибн Наиф Аль Сауд
Муха́ммед ибн На́иф ибн Абду́л-Ази́з Аль Сау́д (араб. محمد بن نايف بن عبد العزيز آل سعود‎; род. 30 августа 1959, Джидда, Саудовская Аравия) — наследный принц Саудовской Аравии и второй заместитель премьер-министра с 29 апреля 2015 по 21 июня 2017 года. Министр внутренних дел страны с 2012 по 2017 год. Председатель Совета по вопросам политики и безопасности (2015—2017).
После смерти короля Абдаллы в январе 2015 года являлся вторым в очереди наследования трона Саудовской Аравии и шёл после своего единокровного дяди наследного принца Мукрина ибн Абдул-Азиза. Однако после изменения принципа престолонаследия стал наследным принцем с 29 апреля 2015 года. Мухаммед — член дома Саудитов и племянник короля Салмана.
21 июня 2017 года король Салман назначил своего сына Мухаммеда ибн Салмана наследным принцем и освободил Мухаммеда ибн Наифа от всех занимаемых должностей. С марта 2020 года он находится под стражей вместе со своим дядей Ахмедом и сводным братом Наввафом.

## Биография

### Ранние годы и образование
Родился 30 августа 1959 году в Джидде. Второй по старшинству сын и один из десяти детей принца Наифа. Принц Сауд (род. 1956) — его старший брат. Их мать — Джаухара бинт Абдул-Азиз ибн Мусаид Аль Сауд из ветви аль-Джилюви дома Саудитов. Она умерла в июле 2019 года.
Учился в США, проходил обучение в колледже Льюиса и Кларка, которое не окончил. С 1985 по 1988 он посещал курсы по безопасности ФБР, с 1992 по 1994 год проходил подготовку в антитеррористических частях Скотланд-ярда.

### Карьера
В 1999 году был назначен помощником министра внутренних дел. До этого назначения он был предпринимателем. Он получил многочисленные похвалы за успешную реализацию антитеррористической программы министерства. Он также считается создателем правительственной программы по борьбе с мятежниками. Находясь на посту помощника министра, он также исполнял обязанности директора по гражданской обороне. Считается, что он успешно выполнял обязанности помощника министра.
В 2004 году он достиг ранга министра, став вторым в министерстве внутренних дел. В октябре 2010 года он предупредил американского советника по национальной безопасности о террористическом заговоре. После смерти принца Наифа в июле 2012 года и назначении принца Ахмеда ибн Абдул-Азиза Аль Сауда на пост министра внутренних дел принц Мухаммед стал заместителем министра.
В ноябре 2009 года король Абдалла назначил Мухаммеда во влиятельный Верховный совет по экономическим делам Саудовской Аравии. Это назначение было расценено как усиление власти наследного принца Наифа по воле короля Абдаллы. С другой стороны, это назначение позволило принцу Мухаммеду расширить своё влияние на экономическую политику правительства.
5 ноября 2012 года король Абдалла издал приказ, освобождающий от должности министра внутренних дел принца Ахмеда, на его пост был назначен принц Мухаммед, ставший десятым по счёту министром Саудовской Аравии. 6 ноября принц принял присягу в присутствии короля Абдаллы. Активисты по защите прав человека не очень позитивно восприняли это назначение в связи с профессиональным опытом принца Мухаммеда, бросившего в тюрьмы тысячи подозреваемых в участии в беспорядках. Тем не менее, он считался менее коррумпированным и менее злоупотребляющим своей властью по сравнению с другими старшими принцами своего поколения.
В январе 2013 года принц Мухаммед встретился с премьер-министром Великобритании Дэвидом Кэмероном. Затем 14 января 2013 года в Вашингтоне он встретился с президентом США Бараком Обамой. Они обсуждали вопросы безопасности и регионального развития. В конце января 2013 года министр внутренних дел принц Мухаммед объявил, что саудовским женщинам будет позволено работать в директорате.
В феврале 2014 года принц Мухаммед сменил Бандара бин Султана, занимавшего в то время пост главы разведки Саудовской Аравии, и был назначен ответственным за саудовскую разведку в Сирии. В этом ему помог принц Мутаиб ибн Абдалла, министр национальной гвардии Саудовской Аравии.

### Оценки
В отличие от большинства членов королевской семьи, принц Мухаммед активно общается с прессой. Рассуждая о борьбе против терроризма он, как и его отец, одобряет политику железного кулака. Он и другие представители элиты, принимающие решения, заявляли, что к терроризму нужно относиться как к преступлению и бороться с ним безжалостными полицейскими методами. Ливанский политик Валид Джумблат описывал принца Мухаммеда как саудовского аналога генерала Ашрафа Рафи, бывшего генерального директора ливанских внутренних сил безопасности.
Разведывательные управления стран Запада с похвалой отзываются о принце Мухаммеде за саудовские антитеррористические программы. Он призывал к созданию «канала безопасности» с США для содействия обмену информацией. Принц твёрдо поддерживает президента США Обаму в его сопротивлении выпуску фотографий задержанных. Мухаммед ибн Наиф считает Йемен «несостоявшимся государством», становящимся серьёзной угрозой для Саудовской Аравии. Он полагает, что йеменский президент Али Абдалла Салех теряет контроль. Он предлагает стратегию работы напрямую с йеменскими племенами, осуждающими терроризм.
Принц думает, что налаживание сотрудничества с Пакистаном по поводу Афганистана требует подлинного сотрудничества с Пакистаном. Он отзывается о пакистанском генерале Ашфаке Кайани как о «хорошем человеке». Мухаммед выражает беспокойство иранской ядерной программой. Решение вопросов внешней политики он предоставляет королю. После его назначения на пост министра внутренних дел американские дипломаты считали его «самым проамериканским министром» в кабинете министров Саудовской Аравии.
Журнал The Economist описывает принца Мухаммеда как энергичного и сдержанного человека и заявляет, что он станет одним из кандидатов на престол, когда линия наследования перейдёт ко внукам короля Абдул-Азиза. После смерти его отца в июне 2012 года он также рассматривается как один из возможных кандидатов на трон. В 2011 году Майкл Хейден заявил, что принц Мухаммед один из пяти самых могучих защитников мира.
Пережил четыре попытки покушения, оставшись невредимым. Третья попытка имела место 27 августа 2009 года. Принц был легко задет при самоподрыве смертника Абдаллы Хасана аль-Азири, связанного с группировкой Аль-Каиды на Аравийском полуострове. За несколько дней до покушения Аль-Азири разговаривал с принцем, выразив желание использовать себя как часть государственной программы по реабилитации террористов. Это походило на явную хитрость с целью попасть в дворец принца. Аль-Азири планировал поехать в Джидду из йеменской провинции Мариб. В период рамадана он в качестве «доброжелателя» ожидал в очереди у дома принца в Джидде. Дождавшись появления принца, он привел в действие бомбу, которая убила его самого на месте. Принц получил лишь незначительное ранение, поскольку оказался прикрыт от основной мощи взрыва телом смертника. Мухаммед появился на вещании государственного телевидения с двумя забинтованными пальцами на левой руке. Он заявил: «Я не хотел, чтобы его выслеживали, но он удивил меня, взорвав себя. Всё же это только усилило мою решимость сражаться с терроризмом в королевстве». Смертник использовал взрывное устройство, спрятанное в теле, общеизвестное как 'Body Cavity Bomb' (BCB) хирургически имплантируемое самодельное взрывное устройство.
Это была первая попытка покушения на члена королевской семьи начиная с 2003 года, страна столкнулась со всплеском нападений, связанных с Аль-Каидой. Последняя попытка покушения на принца Мухаммеда имела место в августе 2010 года.

### Наследник престола
23 января 2015 года было объявлено, что король Салман назначил Мухаммеда ибн Наифа заместителем наследного принца. По сообщениям, эта мера помогла развеять страхи о династической нестабильности в данной линии наследования. Таким образом, принц Мухаммед стал первым из своего поколения официально занявшим место в очереди престолонаследия.
В дополнение к своим постам принц Мухаммед был назначен председателем совета по делам политики и безопасности, образованном 29 января 2015 года. И как глава совета он оказался одним из ведущих командиров операции «Буря решимости», первой массированной саудовской военной операции в XXI веке.
29 апреля 2015 года Мухаммед ибн Наиф был назначен наследным принцем, заменив на этом посту Мукрина ибн Абдул-Азиза. Двоюродный брат Мухаммеда ибн Наифа, Мухаммед ибн Салман, стал заместителем наследного принца в возрасте 29 лет. Два принца часто конфликтовали. Мухаммед ибн Салман, известный своими амбициями, быстро консолидировал влияние при королевском дворе. В марте 2015 года Мухаммед ибн Салман, как министр обороны начал и возглавил саудовскую операцию в Йемене, в то время как поддержка Мухаммеда ибн Наифа замалчивалась.

### Отстранение от власти и арест
В 2016 году с усилением власти Мухаммеда ибн Салмана стали расти слухи, что он станет наследником престола вместо Мухаммеда ибн Наифа. В 2017 году в ходе Катарского дипломатического кризиса трения между Мухаммедом ибн Салманом и Мухаммедом ибн Наифом усилились, Мухаммед ибн Салман выступал за блокаду Катара, а Мухаммед ибн Наиф выступал за переговоры и втайне от Мухаммеда ибн Салмана установил канал для связи с эмиром Катара Тамимом ибн Хамадом.
21 июня 2017 было объявлено о королевском декрете. Принц Мухаммед ибн Наиф был смещён с поста наследного принца и министра внутренних дел Саудовской Аравии. На посту принца его сменил сын короля Салмана принц Мухаммед ибн Салман Аль Сауд, чью кандидатуру избрал 31 (из 34) член Совета Преданности. На посту министра внутренних дел Мухаммеда ибн Наифа сменил принц Абдул-Азиз ибн Сауд ибн Наиф. До этого, в декабре 2015 года Федеральная разведывательная служба Германии опубликовала необычно резкую записку, где предсказала смену наследника, за что подверглась критике со стороны германского правительства.
В ходе отстранения от власти в конце июня 2017 года Мухаммеда ибн Наифа предположительно задержали и часами угрожали ему, заставляя оставить пост наследного принца и принести присягу на верность принцу Мухаммед ибн Салману, которому уже подчинились члены Совета Преданности. В итоге Мухаммед ибн Наиф записал на камеру присягу принцу Мухаммед ибн Салману, по сообщением находясь в этот момент под прицелом. Принц был помещён под домашний арест в своём дворце в Джидде. Большая часть его состояния была конфискована, по меньшей мере он потерял накоплений на сумму в 4,75 млрд долларов США. Его банковские счета были заморожены в конце 2017 года. В декабре 2017 года в отделение банка HSBC Женеве пришло письмо за подписью Мухаммеда ибн Наифа с просьбой перевести его деньги на саудовский счёт, однако администрация банка, посчитав, что принц написал письмо под возможным принуждением отказался удовлетворить просьбу. В начале 2021 года подобные запросы пришли и в европейские банки, где принц хранил деньги.
После смещения с постов жене и дочерям Мухаммеда ибн Наифа было запрещено покидать страну. Домашний арест Мухаммеда ибн Наифа был смягчён в 2017 году, но ему не было позволено покидать королевство. В 2018 и 2019 годах, когда Мухаммед ибн Салман консолидировал свою власть, Мухаммеду ибн Наифу было позволено охотиться в пределах Саудовской Аравии, посещать свадьбы и похороны членов королевской фамилии. В марте 2020 года Мухаммед ибн Наиф был арестован во время отдыха в пустыне близ Эр-Рияда за отказ поддержать усилия наследного принца Мухаммеда ибн Салмана по консолидации контроля над всеми рычагами власти в стране. Принц Мухаммед ибн Наиф, его единокровный брат Наваф ибн Наиф и его дядя Ахмед ибн Абдулазиз были обвинены в государственной измене и в заговоре против Мухаммеда ибн Салмана.
Как сообщается, Мухаммед ибн Наиф находился в одиночном заключении не менее шести месяцев и подвергался пыткам, в результате которых ему были нанесены неизгладимые телесные повреждения. В августе 2020 года законные представители MBN выразили обеспокоенность по поводу его здоровья, утверждая, что саудовские власти не позволили его врачу или членам его семьи посетить его с тех пор, как он был арестован за пятью месяцами ранее. В конце 2020 года Мухаммеда ибн Наифа перевели в дворцовый комплекс аль-Ямаммах в Эр-Рияде, где оставался до конца 2022 года. Согласно источнику The Guardian: «Ему не позволяют выходить из его небольшого помещения, он всё время находится под наблюдением камер… к нему не допускаются посетители, за исключением некоторых членов семьи в редких случаях, он также не может видеться со своим личным врачом или законными представителями. Его заставляли подписывать документы, не читая их». В частных беседах с саудовскими властями США, как при администрации Трампа, так и при администрации Байдена, безуспешно призывали освободить Мухаммеда ибн Наифа.

## Личная жизнь
Женат на дочери принца Султана ибн Абдул-Азиза. У него есть две дочери: Сара и Лулу.
Мухаммед ибн Наиф страдает диабетом. До своего отстранения от власти в 2017 году он часто брал длительные отпуска и ездил на охоту (в том числе соколиную) в Алжир, где содержал виллу в пустыне.

## Награды
- Кавалер ордена Короля Файсала 1 класса (6 марта 2001 года)
- Кавалер ордена Короля Абдель-Азиза 1 класса (6 сентября 2009 года)
- Великий офицер ордена Почётного легиона (Франция, 4 марта 2016 года)[68]
- Орден Республики (Турция, 30 сентября 2016)